# カメントツ
カメントツ（1986年8月18日 - ）は、日本の漫画家、Webライター。愛知県出身。トキワ荘プロジェクト卒業生。

## 略歴・人物
愛知県生まれ。幼少時代数年間アメリカミシガン州で暮らす。名古屋造形大学（旧 名古屋造形芸術短期大学）卒業。卒業後はデザインやカメラマン等の仕事に就く。
24、25歳のころ、2ちゃんねるにて廃墟に突撃し実況中継するスレッドを立てる。
2012年、ニコニコ静画に「現代妖怪百絵巻」を投稿。ニコニコ動画にもオカルト・ホラーの動画を投稿する。
2013年よりフリーのイラストレーターとして活動。
2014年5月、Twitterでの名古屋のコメダ珈琲を線で結ぶと六芒星ができるというツイートが話題を呼ぶ。7月、妖怪ウォッチの妖怪画風イラストでも話題に。9月、Twitterで「長崎県で本当にびっくりしたこと」として発表した漫画が話題となり、「仮面凸」名義で書籍『長崎の法則』のイラストを担当する。
2014年12月、漫画 on Webの「第6回ネーム大賞」で準入選、読者投票5位入賞。漫画家として活動開始する。
若手漫画家を支援するNPO運営の「トキワ荘プロジェクト」に参加していたところ、取材に来たWebライターヨッピーの紹介でWebメディア「オモコロ」への掲載が決定。以降、インタビューや現地取材を行い執筆するエッセイ漫画家・Web漫画家・Webライターとして活躍する。書いた記事はアクセス過多によりサイトのサーバーが一時ダウンしたり、Twitterでのお知らせが2万以上リツイートされたりするなど人気を博す。
2017年11月、友人を元気付けるために描いた漫画「こぐまのケーキ屋さん」がTwitterで発表され、大きな話題となる。すぐに複数の出版社からオファーがあり、6日後には「こぐまのケーキ屋さん」が本になることが発表された。
12月には漫画 on Webの「第9回ネーム大賞」の審査員を担当。
2018年、京都精華大学マンガ学部 新世代マンガコース 非常勤講師に就任。2019年に特任講師に着任。　
2019年12月から活動不可能な状態（病状不明）になり、2020年3月まで休業した。
好物はコロッケそば。
ASDであることを公表している。

## 仮面
プロフィール写真、イベント、テレビ出演の際は仮面（フルフェイスマスク）を装着し、素顔を公開しない。現在の仮面はモノトーンのものだが、2016年ごろまでは左右が銀色、中央が黄色、目の部分が黒色の仮面を装着していた。
「カメントツ」と名乗るようになったのは、ネット掲示板「2ちゃんねる」にて「廃墟に突撃スレッド」を立てた際に手作りのマスクを装着していたために「仮面で突（凸）撃」と呼ばれたことがきっかけである。「仮面凸」と漢字表記であったが、Webメディア「オモコロ」で漫画を描き始める際、同メディアの漫画分野で先に活躍していた凸ノ高秀との被りを避け、カタカナ表記に改めた。
『ビートたけしのTVタックル』出演時に「なぜ仮面をつけているのか」と聞かれた際には「自身を主人公とする漫画を描いている以上、これからの漫画家はキャラを立てていかなくてはいけない」と語ったが、自身のブログでは「単に恥ずかしがり屋だから」と語っている。

## 雑誌掲載
- カメントツの漫画ならず道[22]（『ゲッサン』2016年3月号 - 2017年10月号、ゲッサン少年サンデーコミックス、小学館、全2巻）
漫画家や、印刷所等に取材したルポ漫画。取材を受けた漫画家は西原理恵子、あだち充、青山剛昌、のむらしんぼ、ひかわ博一、高橋留美子、藤子・Ｆ・不二雄、さいとう・たかを。
  1. 2017年4月12日発売[39]、ISBN 978-4-09-127617-9
  2. 2017年11月10日発売[40]、ISBN 978-4-09-128013-8
- スタッフがおいしくいただきました（『ゲッサン』2017年11月号[41] - 2018年3月号）
- MORRIS 〜つのがはえた猫の冒険〜（原案：ひなたかほり（MEDICOM TOY）、『ヤングエース』2021年3月号[42] - 2022年11月号[43]）
  1. 2022年3月4日発売[44]、ISBN 978-4-04-111937-2
- 大死刑（『ゲッサン』2023年1月号[45]） - 読切
- あのときのこどもさん（『ゲッサン』2023年8月号[46] - 2025年3月号[47]）

## Web掲載
- オモコロ 『カメントツのルポ漫画地獄』（2014年12月17日 - 2016年9月15日、ゲッサン少年サンデーコミックス、小学館、全1巻）[48][49]
  - 2017年4月12日　ISBN 4091276180
- オモコロ 読み切りの漫画を掲載（2015年1月7日 - ）[50]
- オモトピア 読み切りの漫画を掲載（2015年1月8日 - 2015年9月24日）[51]
- ジモコロ 読み切りの短編を掲載（2015年6月5日 - ）[52]
- オークファン  オクトピ 読み切りの漫画を掲載（2015年8月19日 - 2015年12月23日）[53]
- MUSIC にゅっと。/ミーティア インタビュールポ漫画「おいでよ業界関係者の森」（2015年11月23日 - 2016年3月10日）[54][55]
- リイド社 LEED CAFE 『ぼくは、せんそうをしらない』（2016年5月 - ）[56]
- プラス中日新聞プラス　達人に訊け! エッセイ「愛知出身のススメ」（2017年6月3日 - ）[57][58]
- サンデーうぇぶり 『カメントツの漫画ならず道』（2017年7月1日 - 2017年10月10日配信）[59]
  - ゲッサンでの連載作の後追い掲載
- 電ファミニコゲーマー ゲーム記事掲載（2017年11月2日 - ）[60]
- ねとらぼ 「おまとめ こぐまのケーキ屋さん」（2017年12月17日 - ）[61]
  - Twitterで発表された「こぐまのケーキ屋さん」を週に一度5話ずつまとめて読めるようにされたもの[62]。
- 少年ジャンプ+ 『こわいやさん』（2025年3月26日 - ）[63]

## イラスト・寄稿等
- 2014年9月 書籍『長崎の法則』(リンダブックス、ISBN 4803006059)  イラスト（「仮面凸」名義）
- 2014年9月 ロシア国営テレビ 日本特集 イラスト[64]
- 2015年5月 『【完全ガイドシリーズ085】軽自動車完全ガイド (100％ムックシリーズ) 』（晋遊舎、ISBN 4801802184） イラスト[65]
- 雑誌『MONOQLO』2015年07月号 ルポ漫画「～ダムカードGETの旅～」[66]
- 雑誌『MONOQLO』2015年11月号 イラスト[67]
- 2016年4月 an 「これからバイトを始めるあなたにバイトテロ予防診断」 一部イラスト[68]
- 2016年6月 GAZOO「TOYOTA×KAMENTOTSU　FJクルーザー」イラスト[69]
- 2017年3月 『コロコロアニキ』第8号「40人の漫画家コロコロトリビュート」イラスト寄稿[70]
- 2017年5月 『アオイホノオ』第17巻「島本和彦被害者の会 小冊子付特別版」1ページ漫画寄稿[71]
- コロコロアニキ2017年秋号「コロコロに騙された話」[72]
- 2017年12月 『レタスクラブ』2018年1月号 テレビ番組「池の水全部抜く」の取材漫画[73]

## 記事参加
- 2015年12月 CodeIQ MAGAZINE 「ネットで変わる漫画のカタチ。ヨッピーが現役WEB漫画家と『comico』にいろいろ聞いてきた」記事参加[74]
- 2016年2月 ぐるナビ みんなのごはん。「【米好き歓喜】100円以内で作れる「最強おかず」選手権！」記事参加[75]
- 2016年3月 ジモコロ 「「グルーヴは助手席から生まれる」バンドマンが初めて明かすライブツアーの実態」記事参加[76]
- 2016年4月 ぐるナビ みんなのごはん。「【希少部位】食べ物の好きな部分だけを集めた「ここがウマい」選手権！」記事参加[77]
- 2016年9月 ジモコロ 「【賃貸】「仲介手数料0円」のサービス誕生!?貧乏漫画家をマジで引越しさせてみた」記事参加[78]

## イベント出演
- 2014年9月 「モエ！家電大喜利LIVE！」出演[79]
- 2014年12月 ニコニコ生放送「漫画 on Web『第6回ネーム大賞』最終結果発表」出演[80]
- 2015年5月 ネットラジオ「文明ラジオ」出演[81]
- 2015年7月 「TOKYO MASK FESTIVAL」出演[82]
- 2015年12月 「渋谷らくご」出演[83]
- 2016年4月 イベント「オモコロ編集部プレゼンツ『オモコロ！ふしぎ発見！Ⅱ』」出演[84]
- 2016年11月 ラジオ番組「渋谷のラジオ」出演[85]
- 2016年12月 「下北沢にて '16」出演[86]
- 2017年1月 トークイベント LOFT9 Shibuya「クリエイターズ・アスク」出演[87]
- 2017年2月 ラジオ番組「渋谷のラジオ」出演[88]
- 2017年4月 トークイベント「カメントツ単行本出版記念イベント「オモコロVSゲッサン」」出演[89]
- 2017年7月 トークイベント LOFT9 Shibuya「クリエイターズアスク～とりあえず漫画家で食う方法～」出演[90]
- 2017年7月 ネット番組ホウドウキョク「FLAG7」出演[91]
- 2017年8月 ウェブラジオ「酒漫」出演[92]
- 2017年9月 トークイベント「人望なき男ヨッピー ハワイへ行く」出演[93]
- 2017年9月 トークイベント「『放課後さいころ倶楽部』10巻発売記念イベント」出演[94][95]
- 2017年10月 トークイベント「カメントツ×武部敬俊トーク『本とWEBのカメンノシタ? 絶滅か? 進化か? 本の未来を語る?』」出演[96]
- 2022年7月 Podcast番組「マンガのラジオ」ゲスト出演[97]

## 取材等
- 2014年7月 ロシア国営テレビ デビュー前の漫画家として取材される。[98][99][100]
- 2014年9月 トキワ荘プロジェクト 「居酒屋での鳥刺し注文で、おじさんの踊りを見ることに」 インタビュー[101]
- 2014年11月 CHINTAI情報局 「漫画家になれるのは300人に1人!?「現代版トキワ荘」に行ってみた」[19]
- ビートたけしのTVタックル 2015年11月9日放送[102]
- 2016年2月 CAREER HACK 「路上生活したり、彼女を寝取られたり…ダメ人間だった僕を変えてくれたWEBの世界 カメントツ誕生秘話」[20]
- SPA! 2016年3月1日号 「偏愛道 特集ネクストブレイクブロガー特集 15年にインターネットで突如よく見かける存在となったのがカメントツだ」[21][103]
- 2016年5月 Adobe「クリエイターズヒント26」[104]
- 2016年6月 29R 「漫画漬けの生活を送るweb漫画家・カメントツ」[105]
- 2016年9月 BIGLOBE 30周年記念サイト「未来予報 20XX」 「Webマンガ家カメントツさん 湧き上がる小さな炎が大きな炎になれば、未来は輝く」[7]
- 2016年10月 HRナビ 「「マンガ家は起業家」――ネットマンガで食べていくには？ カメントツさんに聞く」[106]
- 2017年6月 ヴィレッジヴァンガードのフリーペーパーにインタビュー掲載[107]
- 2017年7月 Rooftop 「人気体験漫画家の“素顔”に迫る」[108]
- 2017年8月 Adobe Creative Station 「#Illustrator30_30 #Ai30th 記念連載 Vol.23 漫画家 カメントツさん」[6]
- 2017年11月 J-CASTニュース 「こぐまのケーキ屋さん」書籍化で取材[31]
- 2017年12月 マンバ通信「世界最速書籍化マンガ『こぐまのケーキ屋さん』カメントツ インタビュー」[109]

## その他
- ニコニコ静画 「現代妖怪百絵巻」（2012年4月）[110]
- ニコニコ動画 オカルト・ホラー動画（2012年4月）[111]
- YouTube 「もしもしラジオ」（2017年5月 - ）[112][113]
- オモコロ「凸ノ・カメントツのラジオ漫画犬」(2016年5月 - 12月)[114][115]